# 런던 회의 목록
다음은 런던 회의 목록이다.
- 런던 회의 (1830년)
- 런던 회의 (1832년)
- 런던 회의 (1838–1839년)
- 런던 회의 (1852년)
- 런던 회의 (1864년)
- 런던 회의 (1866년)
- 런던 회의 (1867년)
- 런던 회의 (1881년)
- 런던 회의 (1912-1913년)
- 런던 회의 (1914년)
- 런던 회의 (1945년)
- 런던 회의 (1946–47년)
- 런던 회의 (1948년)
- 런던 회의 (1954년)
- 런던 회의 (1959년)